# Гераськовский сельский совет
Гераськовский сельский совет (укр. Гераськівська сільська рада) — входит в состав Марковского района Луганской области Украины.
Административный центр сельского совета находится в с. Гераськовка.

## Населённые пункты совета
- с. Гераськовка
- с. Рудковка
- с. Терновка

## Адрес сельсовета
92413, Луганська обл., Марківський р-н, с. Гераськівка, вул. Жовтнева, 13  (укр.)